# Merlons Lichter
Merlons Lichter war eine Musikband aus Erlangen. Zuvor war sie auch als The Merlons of Nehemiah, Merlons of Nehemiah, The Merlons und Merlons bekannt.

## Geschichte
Die Band wurde 1992 unter dem Namen The Merlons of Nehemiah gegründet. Während Merlon für Zinne steht, bezieht sich Nehemiah auf den Autor des gleichnamigen Buches der Bibel. Das Debütalbum Cantoney enthält produktionstechnische Fehler, weshalb sich die Band später davon distanzierte. Das Album erreichte trotzdem eine gewisse Aufmerksamkeit, da das Einfließen von Elementen der Musik des Mittelalters zu dieser Zeit relativ ungewöhnlich war.
Das Folgewerk Eluoami von 1994 verstärkt diesen Stil, was die Band als Mittelalter Mystic Folk Crossover bezeichnete. Später änderte man den Namen in The Merlons und ließ darauf sogar den Artikel fallen, da man sich verstärkt deutschen Texten widmete. Nach der Trennung von Sängerin und Schwester des Bandgründers Antje Haensel Anfang 2000 verzichtete man auf einen Ersatz und wechselte im folgenden Jahr erneut den Namen zu Merlons Lichter. Damit verbunden flossen weitere Stilrichtungen in die Musik der Band ein, Merlons Lichter präsentierten sich nun wesentlich gitarrenlastiger, rockiger.
Die Band trat unter anderem im Vorprogramm von Subway to Sally und Fiddler’s Green auf. Die letzte Veröffentlichung der Band war Lust im Jahre 2005. Inzwischen hat sich die Band aufgelöst. Frontmann und Sänger Andreas Haensel ist jedoch seit 2012 bei der Gruppe Ignis Fatuu aktiv, der Bassist Peter Henrici gründete die Gruppe Feuerschwanz.

## Diskografie

### Alben
- 1993: Cantoney (als The Merlons of Nehemiah)
- 1994: Eluoami (als The Merlons of Nehemiah)
- 1995: Romanoir (als The Merlons of Nehemiah)
- 1997: Water Naked Nature (als The Merlons)
- 1998: Trance (als Merlons)
- 1998: Sinn-Licht (als Merlons)
- 1999: Midgard (als The Merlons of Nehemiah)
- 2001: Die Wahre Mutter Gottes (als Merlons Lichter)
- 2005: Lust (als Merlons Lichter)

### Singles und EPs
- 1993: Heroes vs. Testaroche (Love Like Blood vs. The Merlons of Nehemiah, Musical Tragedies #5, Sägezahn-Split-Single)
- 1996: Salamander (als The Merlons)
- 2005: Heisser Als Die Sünde (als Merlons Lichter)